# Saint-Préjet-d'Allier

Saint-Préjet-d'Allier este o comună în departamentul Haute-Loire, Franța. În 2009 avea o populație de 171 de locuitori.